# Cuentos para adultos
Albums de Caramelos de Cianuro
Las Paticas de la Abuela (EP)
(1993) Harakiri City (EP)
(1996)
Cuentos para adultos est le premier album du groupe de rock et ska vénézuélien Caramelos de Cianuro, sorti en 1993. L'album reprend les quatre titres de leur premier EP Las Paticas de la Abuela (1993).

## Liste des titres
Toutes les chansons sont écrites et composées par Caramelos de Cianuro.
| 1.    | Caperucita                     | 0:09 |
| 2.    | Intro                          | 2:13 |
| 3.    | El festín de la carne humana   | 2:22 |
| 4.    | Pistolero                      | 3:09 |
| 5.    | Tu mamá te va a pegar          | 3:48 |
| 6.    | En tu intestino                | 4:00 |
| 7.    | La bruja                       | 2:21 |
| 8.    | El baile del fin de semana     | 3:20 |
| 9.    | Chan chaca chan                | 4:07 |
| 10.   | Nadando a través de la galaxia | 5:24 |
| 30:52 |                                |      |

## Membres
- Luis Barrios – basse
- Miguel González « El Enano » – guitare
- Pablo Martínez – batterie